# Debattierclub Freiburg
Der Debattierclub Freiburg ist ein privater Debattierclub an der Albert-Ludwigs-Universität Freiburg. Die ersten Debatten fanden bereits im Jahre 1998 statt, der Verein zählt damit zu den ältesten Debattierclubs Deutschlands. Anfang 2004 trat er dem Dachverband VDCH bei. Die bis dato ausschließlich als Hochschulgruppe organisierten Clubmitglieder strebten eine Gründung als eingetragener Verein an und so wurde auf der Gründungsversammlung vom 9. August 2005 der Debattierclub Freiburg gegründet und ist satzungsgemäß ein gemeinnütziger Verein, der sich der Förderung von Bildung, insbesondere der Redekunst, verschrieben hat.

## Erfolge
| Jahr | Erfolge |
| ---- | --- |
| 2004 | Finalteilnahme als Fraktionsfreie Redner bei der Baden-Württembergischen Meisterschaft in Heidelberg (Eike Hosemann, Arend von Reinersdorff) Nachwuchspreis der Deutschen Debattiergesellschaft (Eike Hosemann) |
| 2005 | Gewinner der Deutschen Meisterschaft in München (Eike Hosemann, Manfred Kröber, Marco Ragni) Beste Finalrede der Deutschen Meisterschaft in München (Eike Hosemann) Gewinner der Baden-Württembergischen Meisterschaft in Tübingen (Stefan Klingbeil, Marco Ragni, Arend von Reinersdorff)                                                  |
| 2006 | Vizemeister der Deutschen Meisterschaft in Münster (Eike Hosemann, Arend von Reinersdorff) Finalteilnahme auf dem Masters’ Cup der DDG auf der Wartburg in Eisenach (Eike Hosemann) |
| 2007 | Gewinner der ZEIT Debatte in Passau (Sebastian Dumpert, Eike Hosemann) Bester Redner des Turniers, Beste Finalrede und „Publikumsliebling“ auf der ZEIT Debatte in Passau (Eike Hosemann) Gewinner der ZEIT Debatte in Tübingen (Eike Hosemann, Gerold Niggemann, Marco Ragni) Beste Finalrede der ZEIT Debatte in Tübingen (Eike Hosemann) |
| 2008 | Beste Finalrede des Masters’ Cup der DDG auf der Wartburg in Eisenach (Eike Hosemann) |
| 2010 | Gewinner des Punk-Turnier Stuttgart (Friedemann Groth, Zsolt Szilagyi) |
| 2011 | Finalteilnahme auf dem Gutenberg Cup in Mainz (Julian von Lautz, Johannes Samlenski, Zsolt Szilagyi) Finalteilnahme auf dem Schwarzwald-Cup in Freiburg (Sebastian Hermesdorf, Zsolt Szilagyi) |
| 2013 | Vizeweltmeister in der Kategorie „English as a Foreign Language“ (EFL) auf der Weltmeisterschaft im Hochschuldebattieren in Berlin (Jannis Limperg, Johannes Samlenski) |
| 2017 | Gewinner der ZEIT Debatte Paderborn (Jannis Limperg, Lara Tarbuk) |
| 2018 | Vizemeister der Süddeutschen Meisterschaft (SDM) in Tübingen (Jannis Limperg, Karsten Seng) Nachwuchspreis für Jurierleistung auf der SDM (Jonas Bienert) Nachwuchspreis für Jurierleistung auf der deutschsprachigen Debattiermeisterschaft in Jena (Karsten Seng)                                                                         |
| 2019 | Gewinner der Campus-Debatte Mannheim (Jannis Limperg, Björn Rieder, Karsten Seng) Preis für Herausragende Jurierleistung auf der Campus-Debatte Leipzig (Karsten Seng) |
| 2020 | Nachwuchspreis der Deutschen Debattiergesellschaft (Johanna Williams) |
| 2022 | Gewinner der Deutschsprachigen Debattiermeisterschaft in Wien (Jonathan Dollinger, Sonja Soko) Gewinner der Campus-Debatte Hamburg (Karsten Seng, Robert Wiebalck, Johanna Williams) |
| 2023 | Gewinner der deutschsprachigen Debattiermeisterschaft in Potsdam (Johanna Williams, Robert Wiebalck, Zoé Sandle) Gewinner der Campus-Debatte Heidelberg (Jonathan Dollinger, Jannis Limperg, Karsten Seng) |